# Depo Písnice

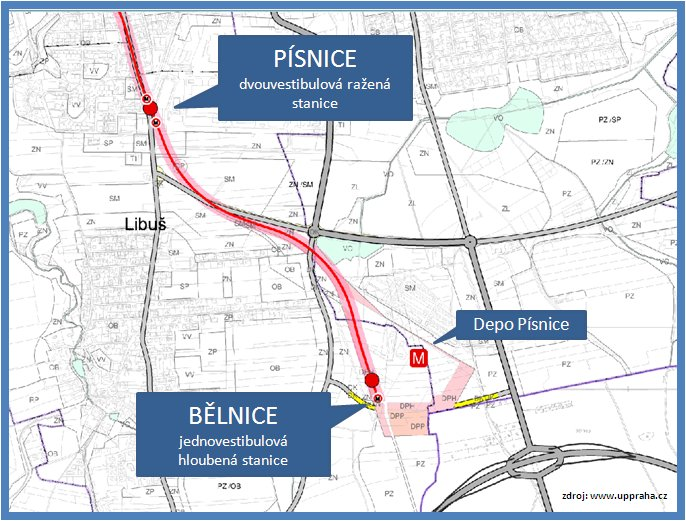
Starší zobrazení umístění Depa Písnice včetně stanice Depo Písnice (Bělnice).

Depo Písnice je plánované čtvrté depo pražského metra, nacházející se na rozhraní čtvrtí Písnice a Kunratice v obvodu Praha 4. Depo Písnice bude vypravovat vlaky na linku D. Zprovoznění depa se předpokládá v roce 2027.
Výstavba depa se plánuje v rámci výstavby úseku 1.D2 Depo Písnice-Nové Dvory.  Vznikne vedle bývalého masokombinátu Písnice. Datum výstavby depa zatím není stanoveno. Vznikne depo a zázemí pro linku D. Zároveň je zde podle územního plánu plánovaná konečná stanice Depo Písnice. Později blízko depa vznikne významná silniční spojka mezi Pražským okruhem a budoucí dálnicí D3. V dosahu depa vznikne nový autobusový terminál, kam budou zkráceny některé příměstské linky. Depo Písnice bude vypravovat vlaky bez řidiče.